# Cryptocephalus flexuosus
Cryptocephalus flexuosus es una especie de insecto coleóptero de la familia Chrysomelidae.
Fue descrita científicamente en 1834 por Krynicki.